# Шахрихан (футбольний клуб)
Футбольний клуб «Шахрихан» або просто «Шахрихан» (узб. Shakhrikhan futbol klubi) — узбецький професіональний футбольний клуб з міста Шахрихан Андижанської області.

## Колишні назви
- 1967–1970: «Ок Олтин» (Московський)
- 1977–1985: «Шахриханець» (Шахрихан)
- 1986–1992: «Шахрихончі» (Шахрихан)
- 1993–2007: ФК «Шахрихан»
- 2008: «Ок Олтин» (Шахрихан)
- 2009–2010: «Раш Мілк» (Шахрихан)
- 2011–...: ФК «Шахрихан»

## Історія
Футбольний клуб «Ок Олтин» було засновано в містечку Московський (таку назву до 1970 року мав Шахрихан) в 1967 році. У 1967 році клуб дебютував у класі «В» Чемпіонату СРСР (зона Середня Азія та Казахстан), а також у Кубку СРСР. У 1970 році після чергової реорганізації футбольних ліг Радянського Союзу клуб було понижено до класу «В» зони Середня Азія Другої нижчої ліги Чемпіонату СРСР з футболу. Незважаючи на те, що клуб посів високе 3-тє місце в турнірній таблиці, в 1971 році не отримав можливості виступати в професійній Другій лізі, а тому змушений був продовжувати виступи в аматорських змаганнях. У 1977 році під назвою «Шахриханець» (Шахрихан) виступав у 5-ій зоні Другої ліги Чемпіонату СРСР. У 1985 році клуб посів 6-те місце в 7-ій зоні Другої ліги Чемпіонату СРСР, але вже наступного року виступав у аматорських змаганнях. Потім змінив назву на «Шахрихончі» (Шахрихан). В 1991 році, після чергової реорганізації футбольних ліг в СРСР, клуб отримав можливість виступати в 9-ій зоні Другої нижчої ліги Чемпіонату СРСР.
В 1992 році дебютував у першому розіграші Вищої ліги Чемпіонату Узбекистану, де посів 15-те місце та вилетів до Першої ліги. В 1993 році команда змінила назву на ФК «Шахрихан», але зайняла останнє, 16-те місце, та вилетіла до Другої ліги. Наступного, 1995, року повернувся до Першої ліги. В 2008 році знову змінив назву на «Ок Олтин» (Шахрихан), а вже наступного року виступав під іншою назвою — «Раш Мілк» (Шахрихан) (задяки своєму головному спонсору). У 2010 році посів останнє 12-те місце та вилетів до Другої ліги. В 2011 році повернувся до назви ФК «Шахрихан».

## Досягнення
- Чемпіонат Узбекистану:
  - 15-те місце (1) — 1992

- Перша ліга Чемпіонату Узбекистану:
  - 5-те місце (2) — 1996, 1998

- Кубок Узбекистану:
  - 1/8 фіналу (6) — 1992, 1996, 1998, 1999/00, 2001/02, 2006

## Відомі гравці
- / Олег Буров
- / Валерій Кириллов

## Відомі тренери
...
- 1977–07.1979:  Микола Мєдних
- 07.1979–12.1979:  Берадор Абдураїмов
- 1980:  Галімзіан Чусаінов
- 1981–06.1982:  Олексій Степанов
- 07.1982–1983:  Туляган Ісаков
- 1984–02.1985:  Енвар Сінія
- 02.1985–12.1985:  Олександр Авер'янов

...
- 1990–05.1991:  Рустам Османов
- 05.1991–12.1991:  Раків Багуддінов
- 03.1992–07.1992:  Володимир Еннс
- 07.1992–12.1992:  Нерд Айриєв

...
- 2007:  Тоїр Шоєв

...